# 計算科学センター駅
計算科学センター駅（けいさんかがくセンターえき）は、兵庫県神戸市中央区港島南町七丁目（ポートアイランド2期地区）に位置する神戸新交通ポートアイランド線（ポートライナー）の駅である。駅番号はP08。副駅名は「神戸どうぶつ王国・「富岳」前」。

## 歴史
- 2006年（平成18年）2月2日：ポートアイランド線の延伸事業に伴い、ポートアイランド南駅（ポートアイランドみなみえき）として開業する[3]（建設時の仮称は「ポートアイランド2期南駅」であった[7]）。
- 2008年（平成20年）4月1日：命名権スポンサー契約により「花鳥園前」の副駅名が付けられる。契約期間は3年間[8][9][注釈 1]。
- 2011年（平成23年）7月1日：駅名を京コンピュータ前駅（けいコンピュータまええき）に改称する[1][3][10]。
- 2014年（平成26年）7月1日：命名権スポンサー契約により「神戸どうぶつ王国」の副駅名が付けられる。契約期間は3年間[11][12][注釈 2]。
- 2019年（令和元年）8月30日：「京コンピュータ前」の駅名の由来となったスーパーコンピュータ「京」がシャットダウン[2]。
- 2021年（令和3年）6月19日：駅名を計算科学センター駅に改称する[2][4][5][6]。副駅名は「神戸どうぶつ王国・「富岳」前」となる[2][4][5][6]。当初は「京」の後継機「富岳」を駅名に採用することも検討されたが、開発競争が激しくすぐに世代交代が訪れるスパコンは駅名に相応しくない（新しいシステムが現れる度に改称しなければならなくなる）との判断から副駅名への採用に留まった[6]。

## 駅構造

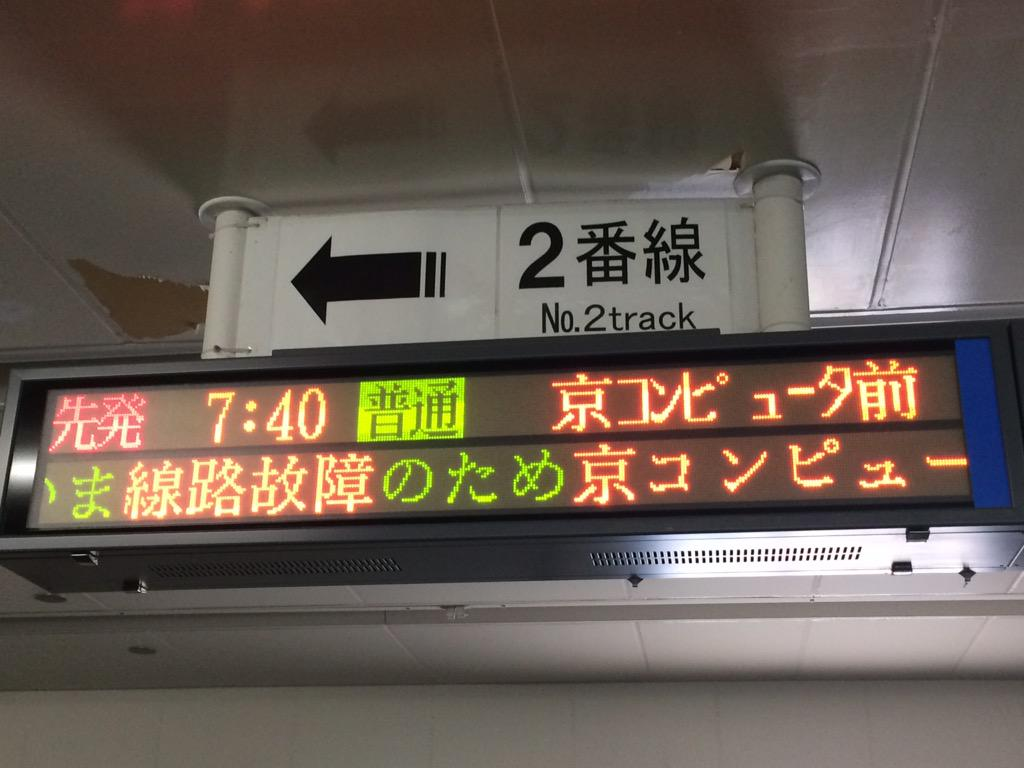
京コンピュータ前止まりになった際の三宮駅案内掲示板

島式ホーム1面2線を持つ高架駅である。駅東側の神戸空港方に引き上げ線があり、悪天候などのために神戸スカイブリッジを走行できない場合の折り返しに備えている。2016年3月28日のダイヤ改正より、この引き上げ線を使用して、定期の折り返し列車が設定された 。
駅舎は、2階がコンコース、3階がプラットホーム。駅舎の屋根は波打った形となっている。改札内にはエレベーター、エスカレーター、多目的トイレなどがある。道路をはさんだ北側の歩道とは歩道橋によって結ばれており、駅南側はエレベーターとエスカレーターが設置されている。
当駅の駅スタンプは三宮駅のインフォメーション（定期券売り場）に保管されている。

### のりば
| 番線 | 路線            | 行先                                   |
| ---- | --------------- | -------------------------------------- |
| 1    | ■ポートライナー | 神戸空港方面                           |
| 2    | ■ポートライナー | 三宮・北埠頭方面（市民広場駅のりかえ） |

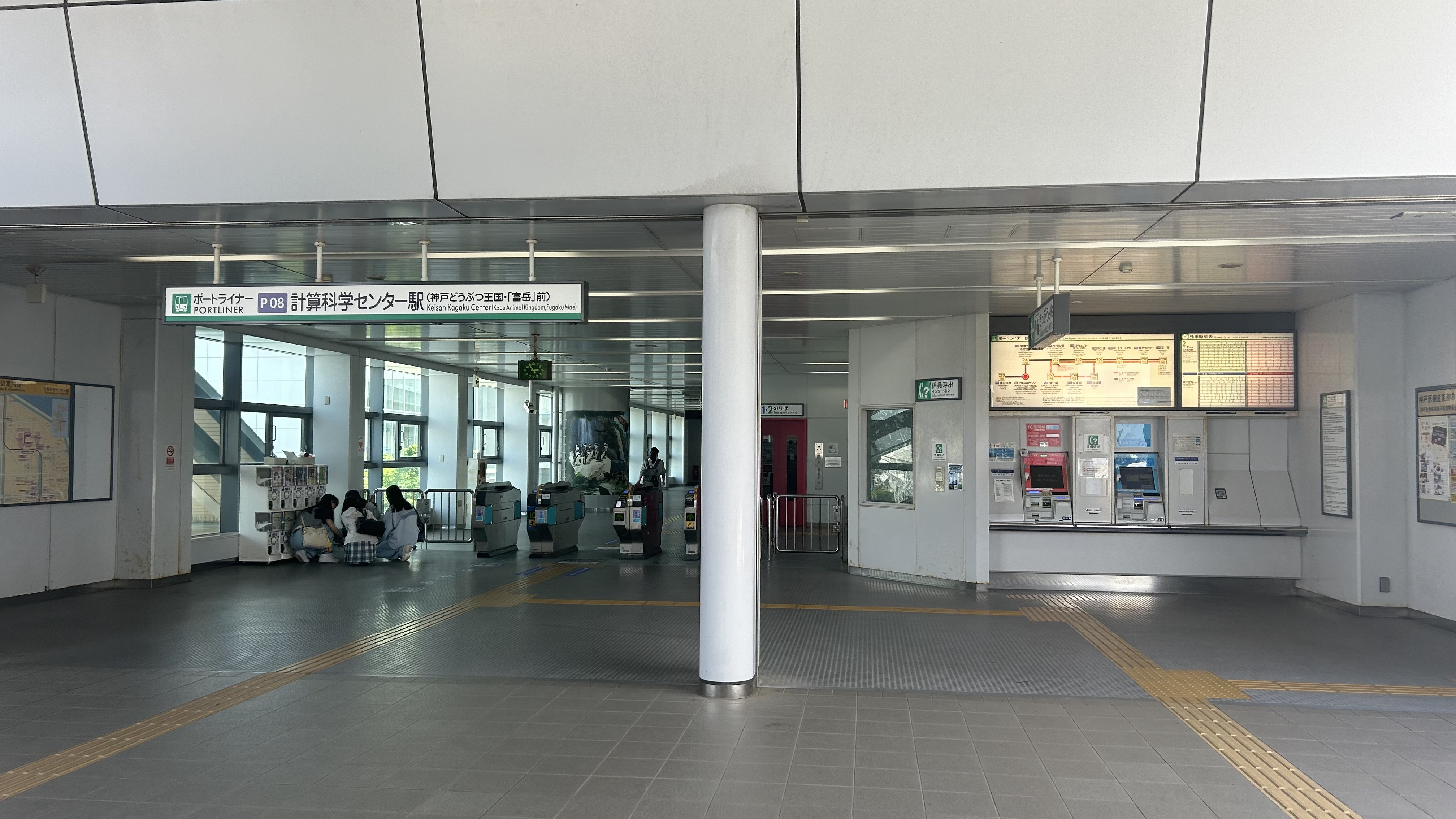
出入口
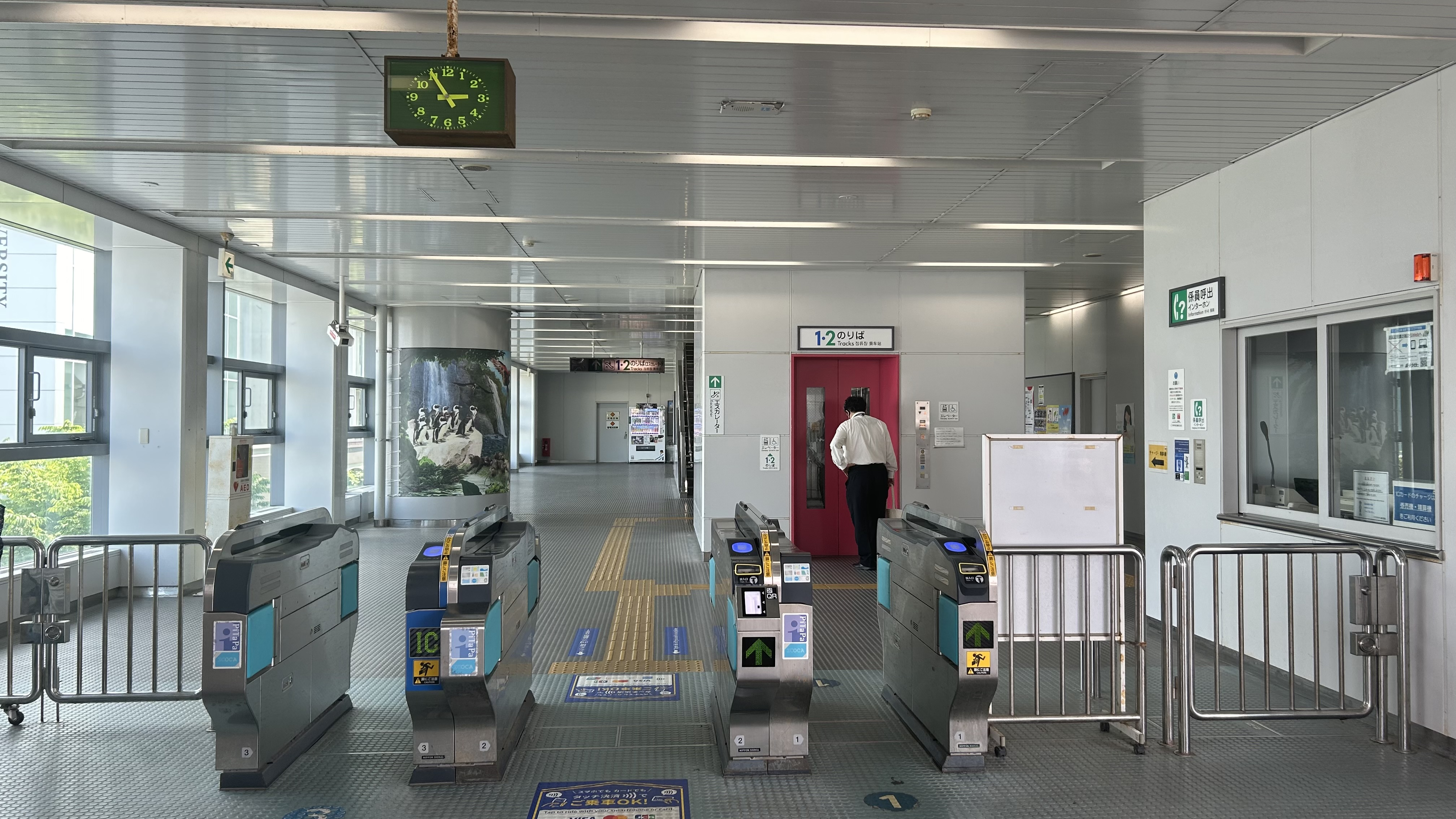
改札口
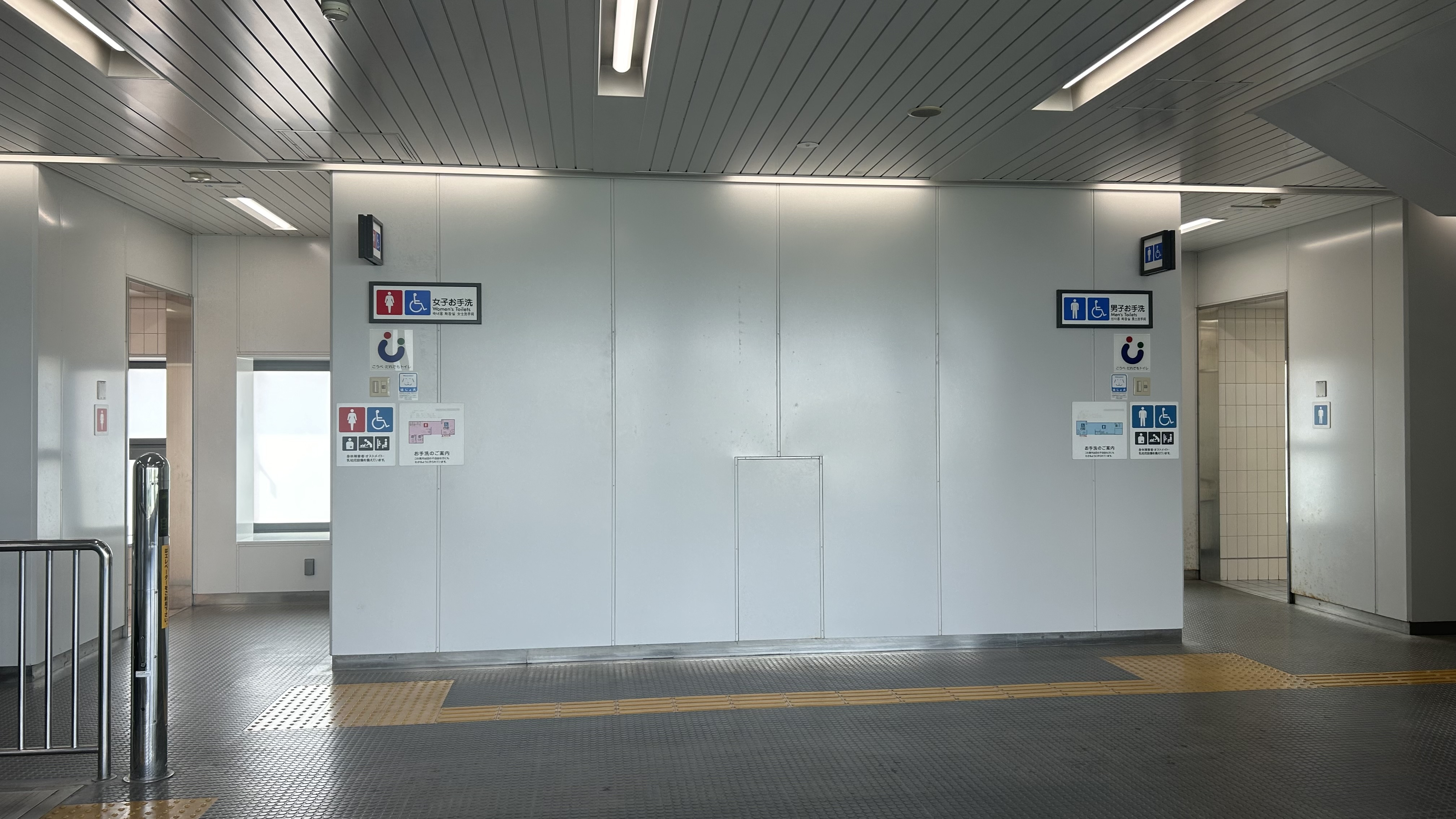
トイレ
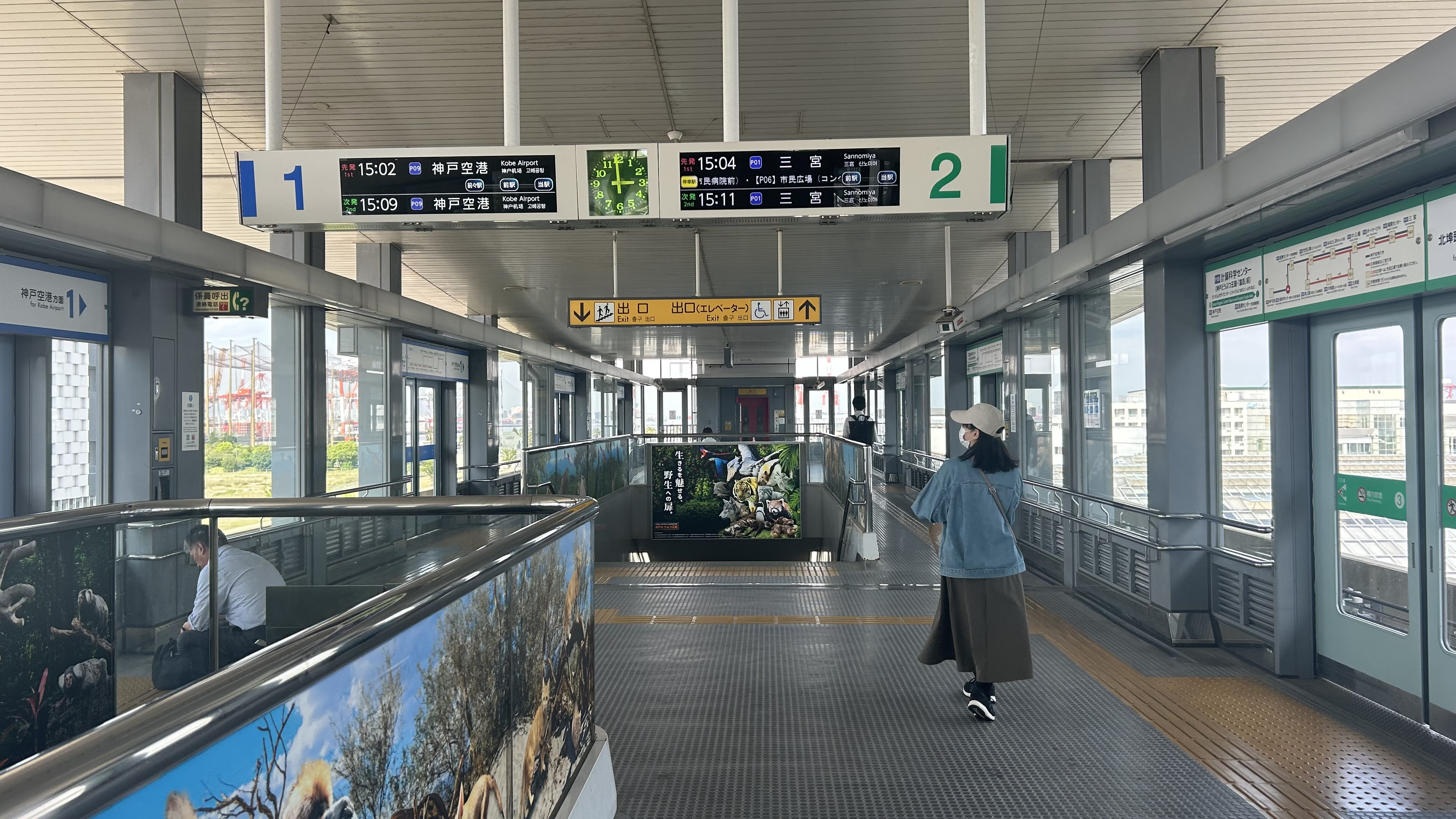
ホーム
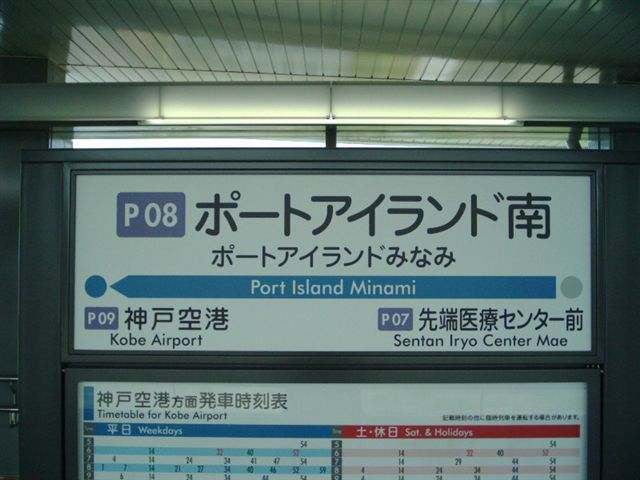
初代駅名標 (1番線)
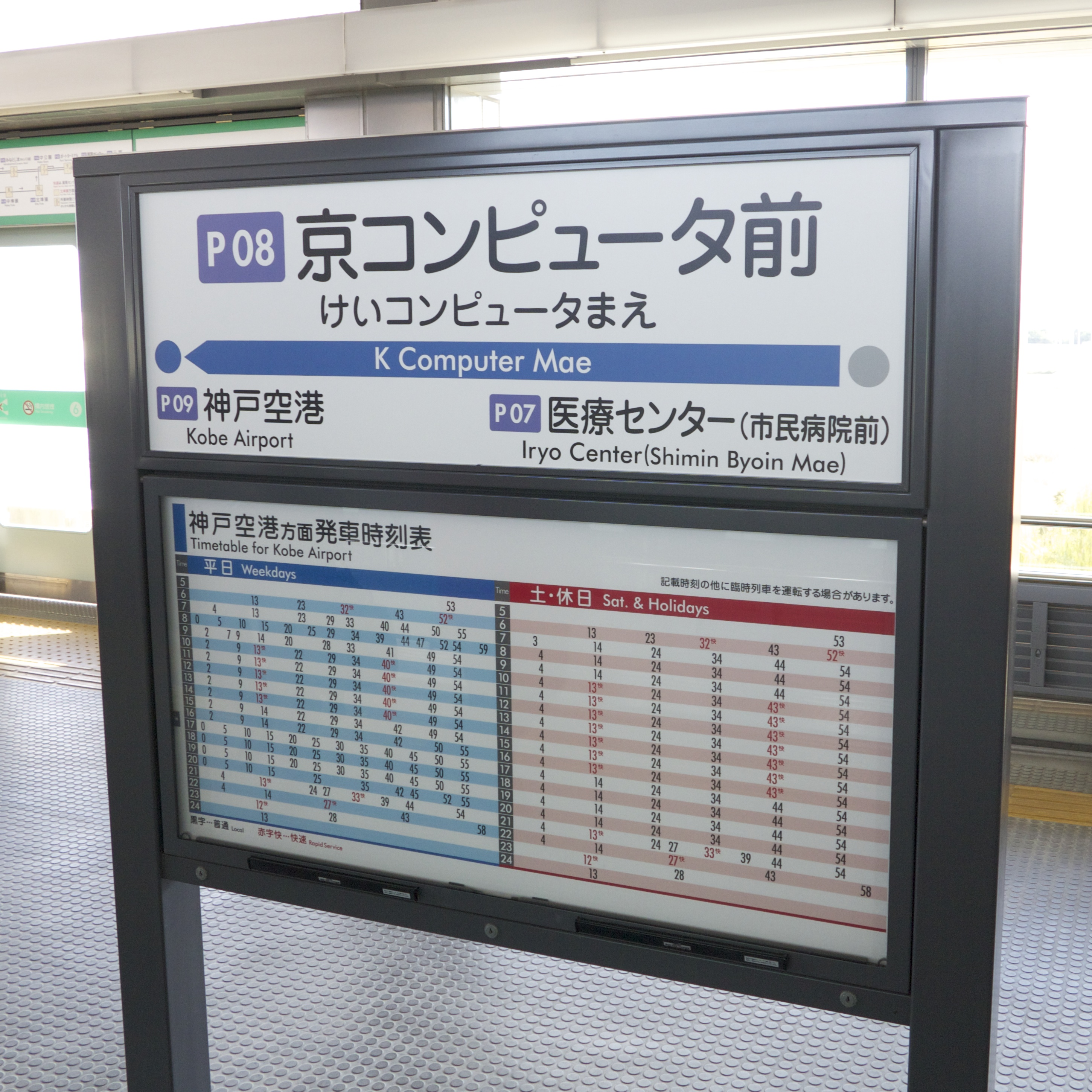
2代目駅名標 (1番線)
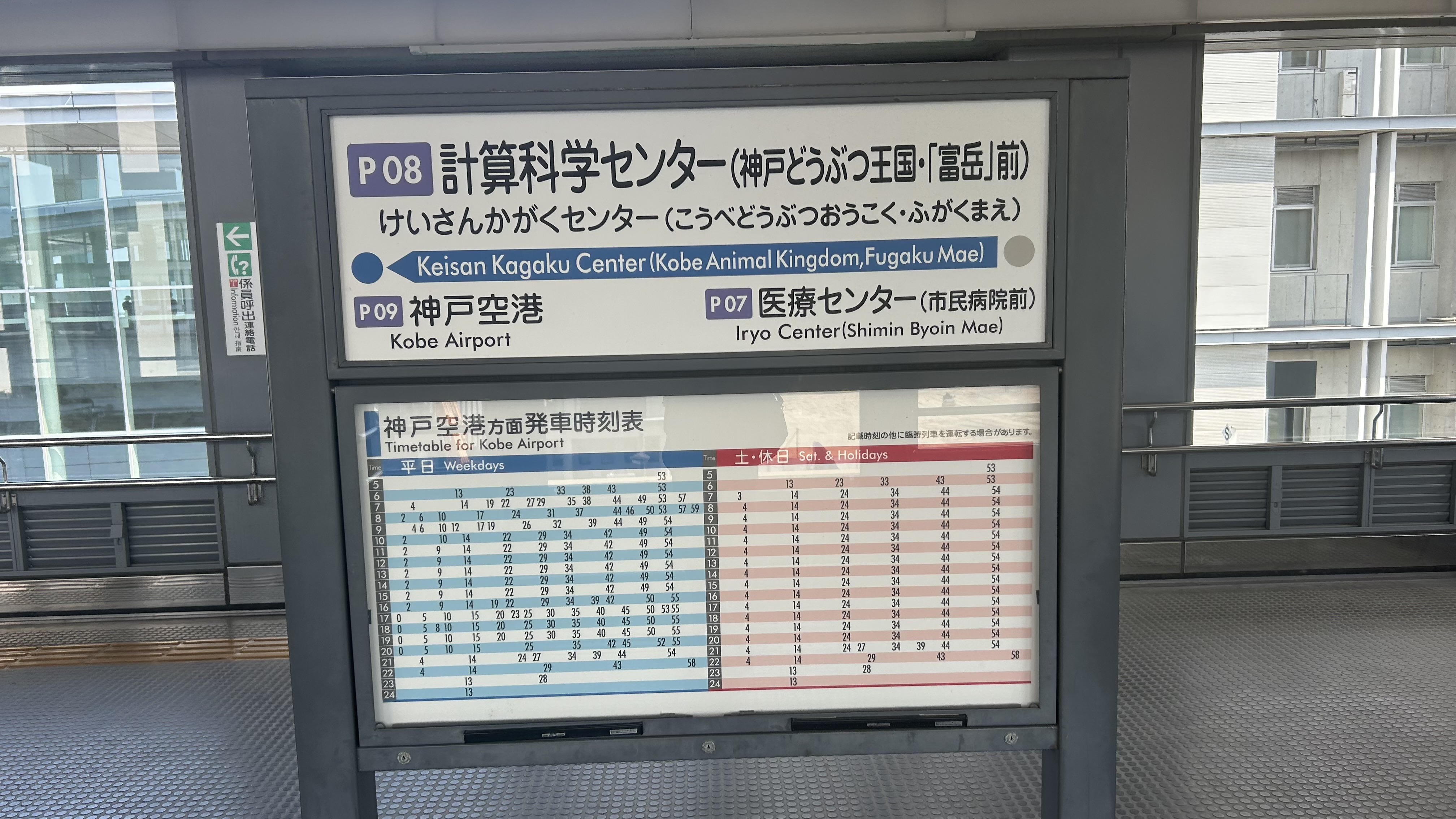
3代目駅名標 (1番線)
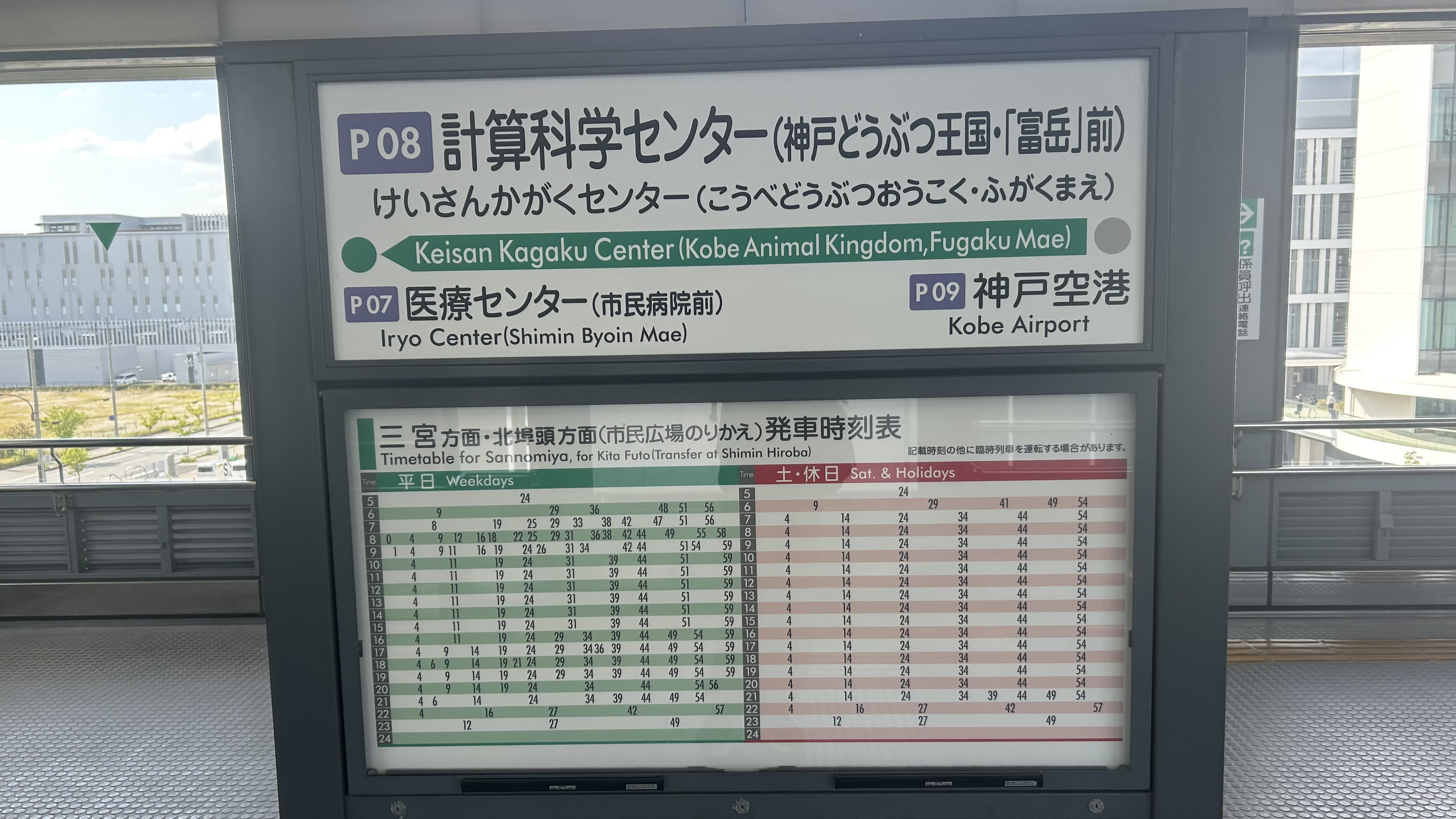
3代目駅名標 (2番線)

### ダイヤ
日中時間帯は1時間あたり、普通が9本発車する。朝ラッシュ時は約2 - 5分間隔で発車する。

## 利用状況
2019年（令和元年）度の1日あたりの平均乗車人員は2,268人で、神戸新交通の駅では第13位、ポートアイランド線では第8位。
開業以降の年度別1日平均乗車人員の推移は下記の通りである。
| 年度               | 1日平均 乗車人員 |
| ------------------ | ---------------- |
| 2005年（平成17年） | 603              |
| 2006年（平成18年） | 701              |
| 2007年（平成19年） | 751              |
| 2008年（平成20年） | 751              |
| 2009年（平成21年） | 833              |
| 2010年（平成22年） | 858              |
| 2011年（平成23年） | 1,085            |
| 2012年（平成24年） | 1,107            |
| 2013年（平成25年） | 1,148            |
| 2014年（平成26年） | 1,408            |
| 2015年（平成27年） | 1,664            |
| 2016年（平成28年） | 1,775            |
| 2017年（平成29年） | 1,951            |
| 2018年（平成30年） | 2,175            |
| 2019年（令和元年） | 2,268            |

## 駅周辺

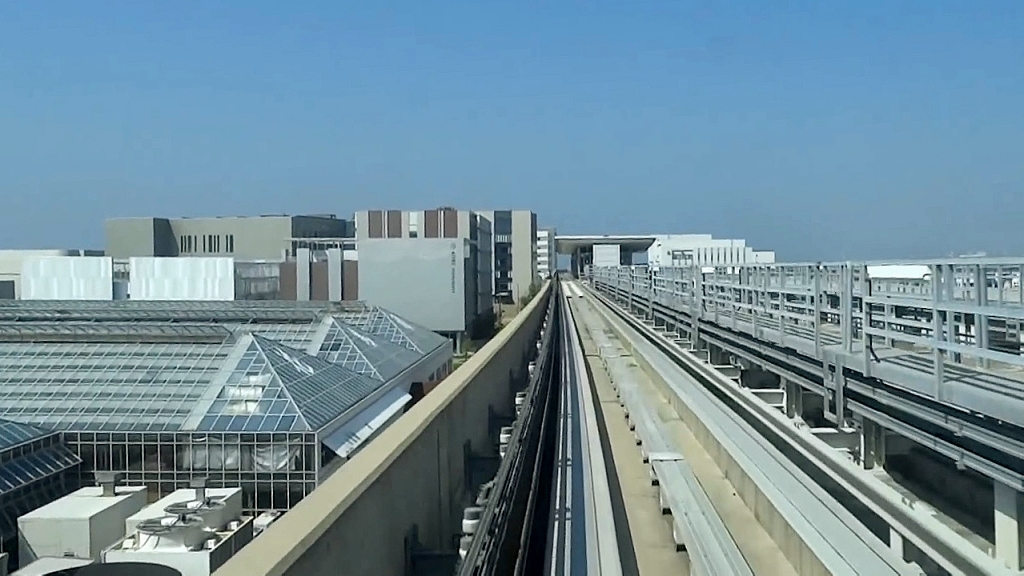
京コンピュータ前駅へ東より接近する車内より。駅南側（画面左）には建物が立ち並んでいる。

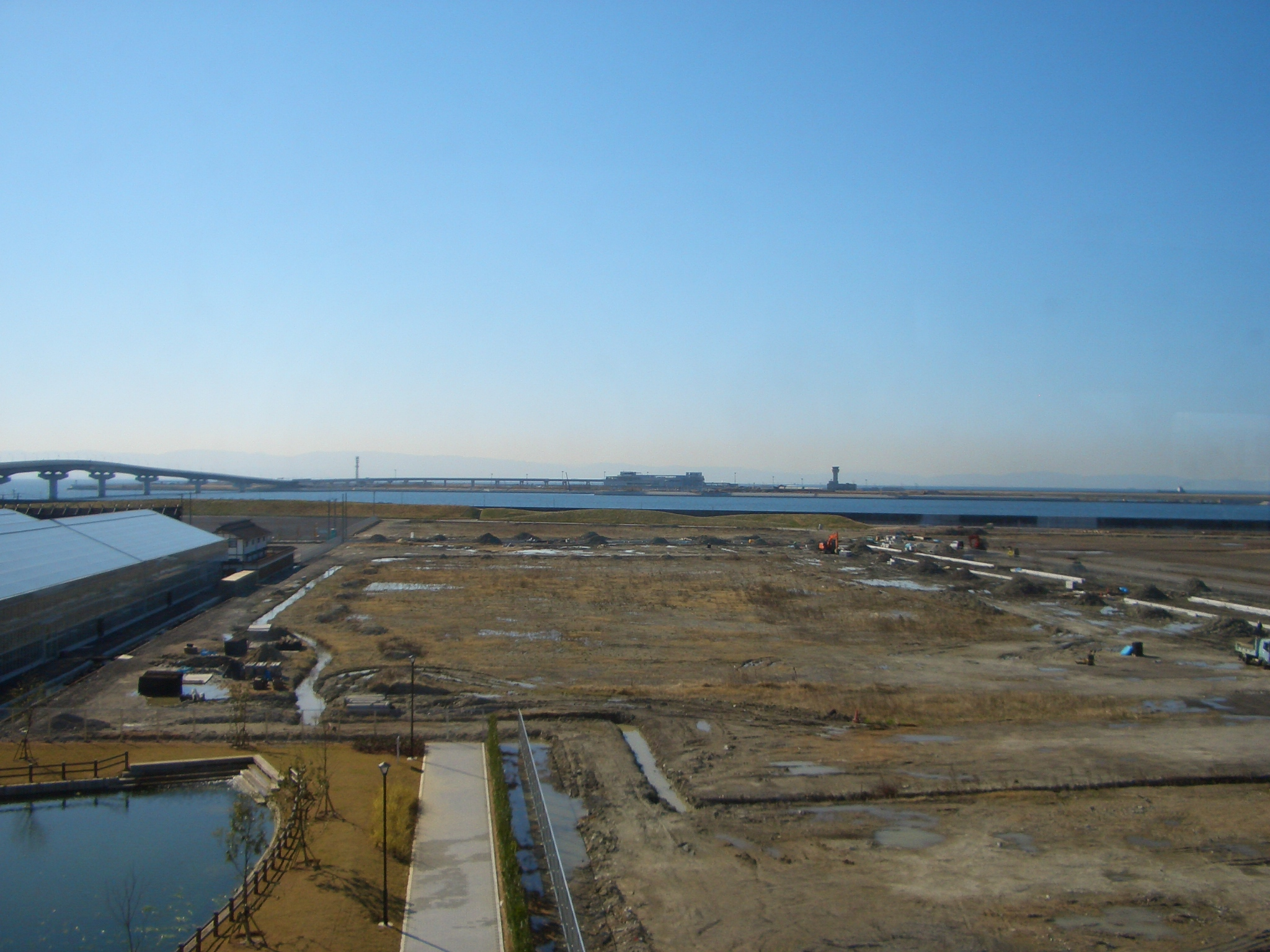
開業間もない頃（2006年（平成18年）3月）のホームから南の神戸空港方向。まだ空き地が多く目立つ。

当駅周辺は隣の医療センター駅とともに神戸医療産業都市に指定されており、研究施設が進出している。
学術施設
- 理化学研究所計算科学研究センター[3]
  - 次世代スーパーコンピュータ「富岳」
- 計算科学センタービル[3]
  - 1F 計算科学振興財団 高度計算科学研究支援センター (FOCUS)
  - 3-7F 兵庫県立大学神戸情報科学キャンパス - 大学院シミュレーション学研究科および応用情報科学研究科
- 神戸大学統合研究拠点[3]
  - 計算科学教育センター
  - 次世代バイオ医薬品製造拠点アネックス棟
    - 次世代バイオ医薬品製造技術研究組合GMP施設
- 甲南大学フロンティアサイエンス学部[3]
- 神戸医療機器開発センター (MEDDEC)

その他
- 神戸どうぶつ王国（旧神戸花鳥園[3]）
- ポートアイランドゴルフ倶楽部
- CATパーク
- ニチイ学館
- セレゾンポーアイフットサルクラブ
- 神戸インキュベーションオフィス (KIO)
建物はかつて、神戸シティエアターミナルとして使われていた。

駅北側は依然として空き地が目立つ。創薬イノベーション拠点として「京コンピュータ前」駅前パイロットビルが建設されており、2016年（平成28年）中に竣工予定である。

### バス路線
京コンピュータ前駅バス停（駅北側）
- 神姫バス
  - MOL行き
  - 三ノ宮駅前行き

物流センターバス停（駅東側）
- 神姫バス
  - イケア神戸経由／中央市民病院経由／三宮（そごう前）行き
  - MOL行き

港島南町4丁目バス停（駅西側）
- 神姫バス
  - 三宮（そごう前）行き
  - MOL行き
  - KIO行き

## 隣の駅
神戸新交通
■ポートアイランド線（ポートライナー）
医療センター駅 (P07) - 計算科学センター駅 (P08) - 神戸空港駅 (P09)